# Zgornja Gorica
Zgornja Gorica je naselje v Občini Rače - Fram.